# Heteropoda lunula
Heteropoda lunula är en spindelart som först beskrevs av Carl Ludwig Doleschall 1857.  Heteropoda lunula ingår i släktet Heteropoda och familjen jättekrabbspindlar. Inga underarter finns listade i Catalogue of Life.